# Electrophaes rhacophora
Electrophaes rhacophora là một loài bướm đêm trong họ Geometridae.